# Shakespeare's Sister
Shakespeare's Sister è un singolo del gruppo musicale britannico The Smiths, pubblicato il 18 marzo del 1985 dalla Rough Trade. 
Rivelatosi inizialmente un mezzo insuccesso commerciale, non riuscì a entrare nella Top 20 della Official Singles Chart, raggiungendo solo la posizione numero 26.
Il brano è contenuto anche nelle raccolte Louder Than Bombs e The World Won't Listen, entrambe del 1987.

## Descrizione

### Realizzazione
"Shakespeare's Sister, indipendentemente da ciò che molte persone pensano, era la canzone della mia vita." dichiarò Morrissey, intervistato dal Record Mirror "Ho messo tutto in quella canzone e volevo più di ogni altra cosa che fosse un successo enorme ma, come accadde, non lo diventò. Possiamo parlare di etichette indipendenti e di major fino alla fine della giornata ma, alla fine, quando si produce un buon disco, si desidera solo che sia ascoltato."
"Non c'è ragione al mondo per cui non avrebbe dovuto fallire commercialmente." secondo Morrissey, intervistato dal NME "L'altezza del sospetto circonda il destino di quel disco. So per certo che non fu suonata alla radio. I meriti o meno del disco qui sono irrilevanti. Con il nostro status avrebbe dovuto automaticamente avere un profilo alto, ma eravamo sulla lista nera della BBC perché io avevo denunciato i premi BPI. Il peccatore doveva essere punito. Ma sto lentamente allontanandomi da certe questioni. Penso che la Rough Trade avesse pubblicato il disco con una quantità mostruosa di disfattismo. Non avevano nessuna fede in esso."
Scritto e prodotto da Morrissey e Marr e registrato presso il Ridge Farm Studios, nel gennaio del 1985, il brano ha un testo sicuramente autobiografico che rappresenta bene la leggerezza con la quale il cantante tratta una parte molto reale e terribile della propria esistenza rappresentata come un sacco di ossa stanche e ansimanti, attirate verso la disperazione ed il suicidio, ma nel contesto di un modo di vivere comunque contrassegnato dal desiderio di notorietà e di successo.
Il verso young bones groan è un semplice adattamento di una riga ("our bones groaned like old trees") scritta da Elizabeth Smart nel suo libro By Grand Central Station I Sat Down And Wept. Nel libro, quel frammento di testo, segue una scena in cui la protagonista del racconto si trova sul bordo di una scogliera, con lo sguardo rivolto alle rocce ed al mare in basso And the rocks below say / Throw your skinny body down, son!.
"Non mi sorprende che una canzone come Shakespeare's Sister non abbia ottenuto successo nelle classifiche." secondo Johnny Marr, intervistato nel 2006 "È stato un disco molto arduo da pubblicare, in quel momento, molto audace e un po' folle. Ecco perché mi è piaciuto. Morrissey ha sicuramente attirato la mia attenzione su alcuni problemi con la Rough Trade che non erano solo quelli di spingerci nelle classifiche ma anche un bel po' di incompetenza, cattivo business, cattiva programmazione e distribuzione. Era molto importante per noi avere la loro presenza, in modo che ogni disco fosse un evento. Non era in realtà la posizione in classifica che importava, almeno per me, comunque. Ero più interessato a quello che i miei compagni pensavano delle canzoni".

### Copertina e titolo
La copertina ritrae una foto dell'attrice Pat Phoenix, tratta dalla soap-opera britannica Coronation Street menzionata spesso da Morrissey come uno dei suoi programmi televisivi preferiti. Sul vinile dei 7" e del 12" è incisa la frase: HOME IS WHERE THE ART IS.
Il titolo si riferisce, invece, ad un saggio (del 1929) della scrittrice inglese Virginia Woolf, intitolato Una stanza tutta per sé (A Room of One's Own) in cui l'autrice esprime la frustrazione che le scrittrici del presente e del passato hanno provato sulla loro pelle e, per dimostrare ciò, crea il personaggio della "sorella di Shakespeare", una donna che aveva la stessa creatività e ambizione del fratello William, ma a cui mancava il successo ed il supporto del pubblico. Senza la possibilità di scrivere le sue opere, perché la sua famiglia non le avrebbe mai concesso di accedere alla scuola, visto che, all'epoca, alle donne non era concessa un'istruzione, privilegio riconosciuto ai soli uomini, la ragazza allora fugge da casa e tenta di trovare il suo sbocco creativo nel mondo reale. Presa dalla frustrazione, però, al termine della storia la donna si uccide.
"Qualsiasi donna nata con un grande dono nel sedicesimo secolo sarebbe certamente impazzita" spiega la Woolf, sul perché una donna nata con un talento, durante l'epoca di Shakespeare, non avrebbe potuto vivere come una donna di genio "si sarebbe uccisa o avrebbe terminato i propri giorni in qualche solitaria casa di campagna fuori dai villaggi, mezza strega, mezza maga, temuta e derisa da tutti."
Il nome del duo pop inglese delle Shakespears Sister deriva dal titolo dell'omonima canzone degli Smiths.

## Tracce
- UK 7"

1. Shakespeare's Sister - 2:09
2. What She Said - 2:40

- UK 12"

1. Shakespeare's Sister - 2:09
2. What She Said - 2:40
3. Stretch Out and Wait - 2:37

## Formazione
- Morrissey – voce
- Johnny Marr – chitarra, pianoforte
- Andy Rourke – basso
- Mike Joyce – batteria